# Gawra (jaskinia)
Gawra – jaskinia w Dolinie Kościeliskiej w Tatrach Zachodnich. Wejście do niej położone jest w Wąwozie Kraków, w zboczu Upłazkowej Turni opadającym do Upłazkowego Kotła, w pobliżu Małej Gawry i Jaskini Jagnięcej, na wysokości 1303 metry n.p.m. Długość jaskini wynosi 17 metrów, a jej deniwelacja około 2 metry.

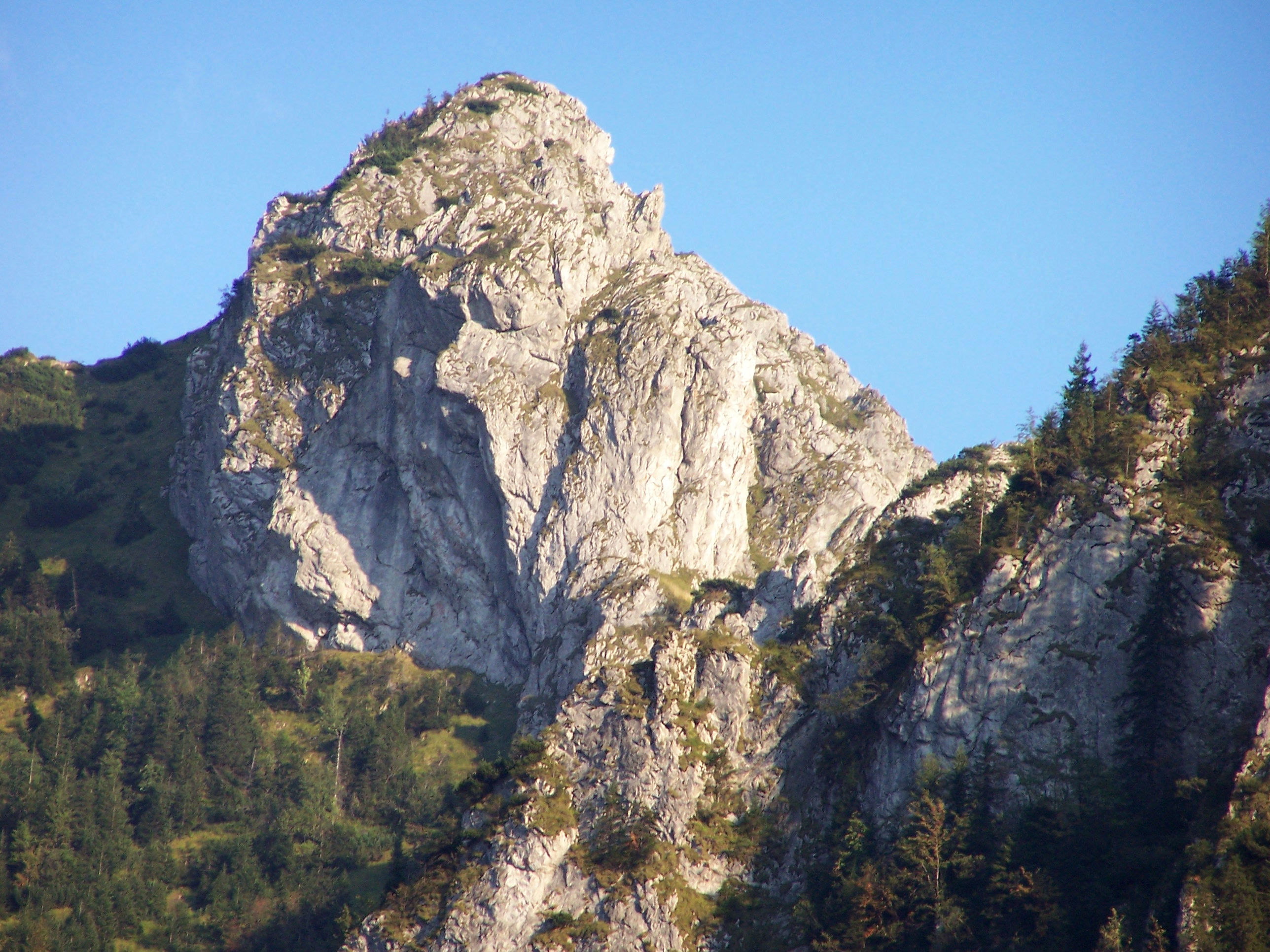
Upłazkowa Turnia

## Opis jaskini
Jaskinię stanowi obszerna, ale niska komora, do której prowadzi szeroki otwór wejściowy. Zaczynają się w niej dwa korytarzyki, z których jeden kończy się zaraz namuliskiem, natomiast drugi wiedzie przez zacisk do niewielkiej salki.

## Przyroda
W jaskini można spotkać nacieki grzybkowe i mleko wapienne. Roślinność występuje tylko w okolicach otworu.

## Historia odkryć
Jaskinię odkryli grotołazi zakopiańscy w 1954 roku. Jej plan i opis sporządził J. Rudnicki w 1959 roku.